# Breznica (Bułgaria)
Breznica (bułg. Брезница) – wieś w Bułgarii, w obwodzie Błagojewgrad, w gminie Goce Dełczew. Według danych szacunkowych Ujednoliconego Systemu Ewidencji Ludności oraz Usług Administracyjnych dla Ludności, 15 czerwca 2020 roku miejscowość liczyła 3 448 mieszkańców.

## Historia
Wieś Breznica jest po raz pierwszy wzmiankowana w księgach osmańskich z lat 1464–1465. Wtedy we wsi zarejestrowano 78 niemuzułmańskich gospodarstw domowych, 8 niezamężnych i 2 wdowy. W 1689 ziemie wokół Breznicy zostały zaatakowane i splądrowane przez przywódcę powstania bułgarskiego Karposza. Według statystyk Wasiła Kynczowa do 1900 roku Breznica była zamieszkiwana przez 850 Bułgarów-muzułmanów, a domów było 195. W 1912 r. mieszkańcy wioski, gdzie mieszkały 202 rodziny muzułmańskie, zostali przymusowo ochrzczeni przez bułgarskie jednostki paramilitarne i Bułgarski Kościół Prawosławny. Po przymusowej zmianie nazwisk oraz narzuceniu przymusowej asymilacji ludności muzułmańskiej na początku lat 70. w regionie Goce Dełczew, przeprowadzonej przez Bułgarską Partię Komunistyczną, tylko wsie Kornica, Breznica i Łyżnica, będące na prawym brzegu Mesty, pozostają nienaruszone przez ten proces. Zimą 1972–1973 większość mieszkańców tych trzech wiosek stale gromadziła się w centrum Kornicy, gdzie flagę bułgarską zastąpiono flagą turecką, a dzieci przestały chodzić do szkoły. Lokalne struktury Bułgarskiej Partii Komunistycznej próbowały stworzyć zalążek swoich zwolenników w miejscowej społeczności, ale bez powodzenia i zdecydowały się na użycie siły. Wioska została zajęta rankiem 28 marca 1973 r., a operacją kierował generał bezpieczeństwa państwa Petyr Stojanow, zabijając trzy osoby, bijąc i torturując wielu mieszkańców, aresztując i wysiedlając kilkadziesiąt osób i skazując na więzienie 11 osób.